# Wilfred Bouma
Wilfred Bouma (nascut a Helmond, el 15 de juny del 1978), és un exfutbolista professional neerlandès que jugava com a lateral esquerre. Va jugar principalment al PSV Eindhoven, a l'Aston Villa FC de la Premier League i a la selecció dels Països Baixos.